# Nils Gustaf Nordenskiöld
Pour les articles homonymes, voir Nordenskjöld.

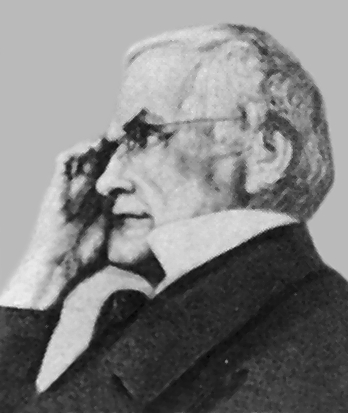
Portrait de Nils Gustaf Nordenskiöld

Nils Gustaf Nordenskiöld (12 octobre 1792 - 2 février 1866) est un minéralogiste et grand voyageur, issu de l'aristocratie  finno-suédoise. Il est le père de l'explorateur polaire Adolf Erik Nordenskiöld.

## Biographie

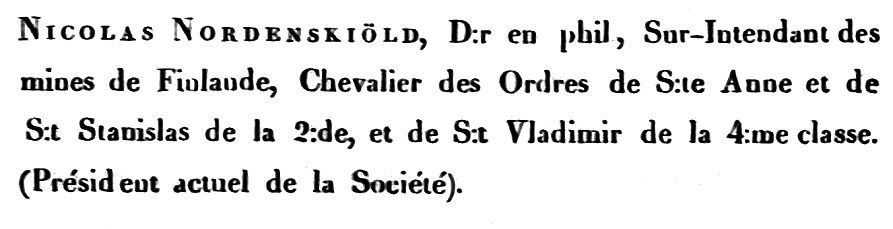
Nordenskiöld N.G. Acta Societatis Scientiarum Fennicae. 1842. T. 1. P. XIII.

Nordenskiöld est né dans le sud de la Finlande, alors province de la couronne suédoise et qui entre dans l'Empire russe quelques années plus tard. Après avoir étudié la minéralogie en Finlande et en Suède, il est nommé inspecteur des mines de Finlande.
Il est élu membre de l'Académie des sciences de Russie le 3 octobre 1819.
Il découvre et décrit plusieurs minerais auparavant inconnus, et en 1820, il publie un essai reconnu comme le premier guide scientifique des minerais de Finlande. Il publie également bon nombre d'articles dans des journaux scientifiques étrangers, s'assurant ainsi une réputation hors de la Scandinavie.
Il retourne en Finlande en 1823 et, en 1828, il est nommé surintendant du Conseil des mines à Helsingfors, poste qu'il garde jusqu'à sa mort en 1866 à l'âge de 73 ans.

## Espèces minérales décrites
- amphodélite, synonyme d'anorthite[1]

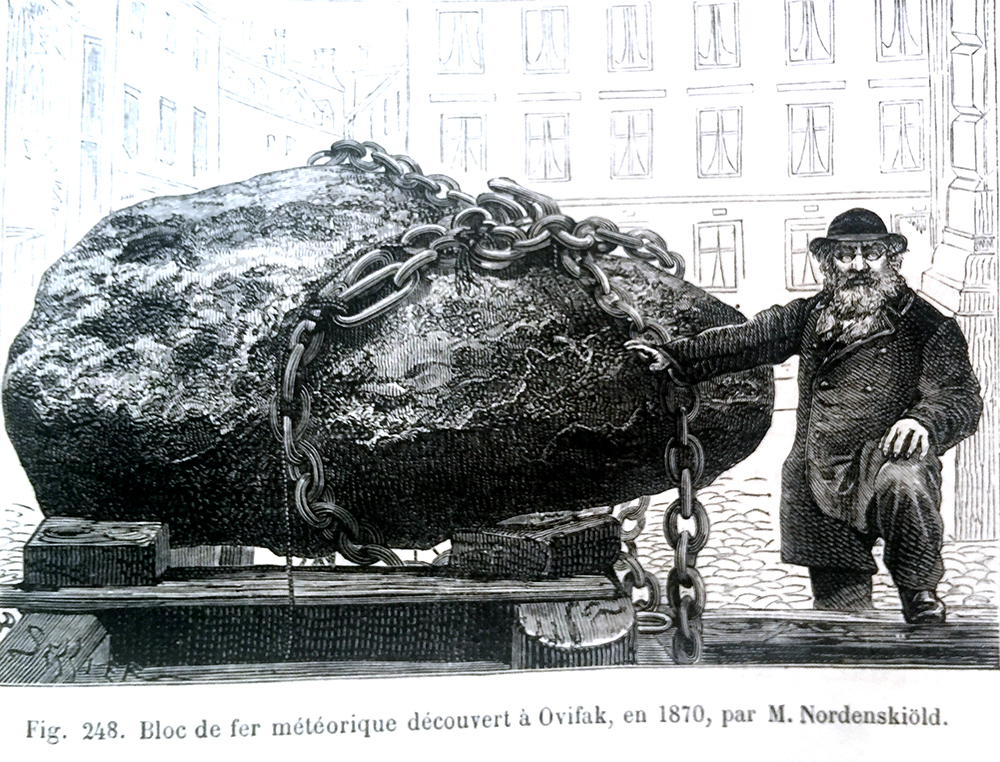
Bloc de fer météorique découvert à Ovifak en 1870 par Nils Gustaf Nordenskiöld

- ainalite en 1855, variété de cassitérite[2]
- adelpholite en 1855, synonyme de samarskite-(Y) [2]
- alexandrite en 1842, variété de chrysobéryl[3]
- crookesite en 1866[4]
- démantoïde, variété d'andradite
- kämmerérite en 1841, variété de clinochlore
- lazur-apatite en 1857, variété d'apatite[5]
- lépolite, synonyme d'anorthite[6]
- neotocite en 1852[7]
- nohlite en 1872 (espèce de description douteuse)[8]

## Honneurs
Une espèce minérale lui avait été dédiée : la  nordenskiöldite, mais elle a été déclassée au rang de synonyme de trémolite. On notera qu'un autre minéral, la nordenskiöldine a été dédiée à son fils Adolf Erik Nordenskiöld.